# Alchemilla gaillardiana
Alchemilla gaillardiana é uma espécie de rosácea do gênero Alchemilla, pertencente à família Rosaceae.